# Platypus incompertus
Platypus incompertus is een keversoort uit de familie snuitkevers (Curculionidae). De wetenschappelijke naam van de soort werd in 1968 gepubliceerd door Karl Eduard Schedl.